# Frauenkirche (Neckarsulm)

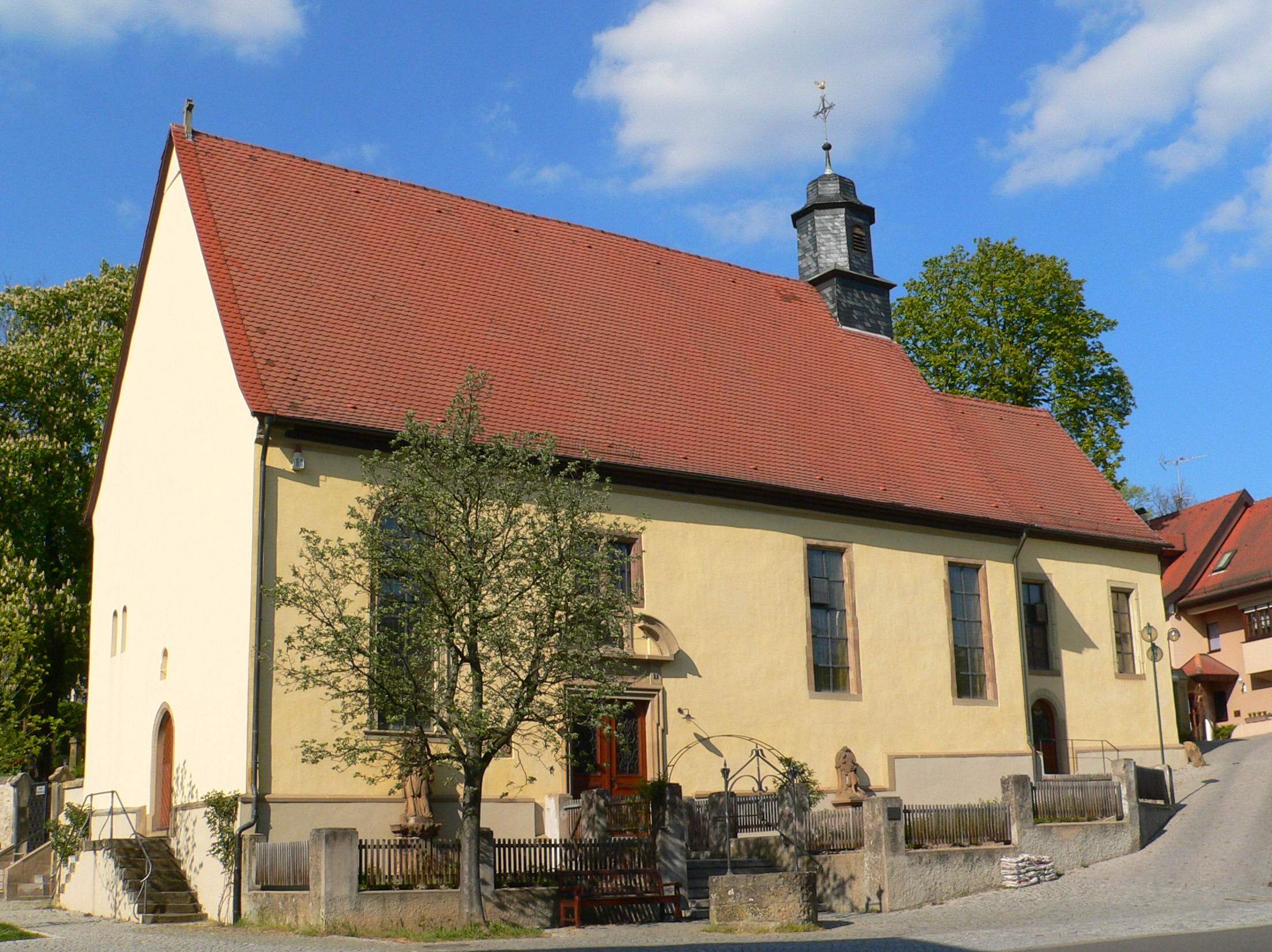
Frauenkirche in Neckarsulm

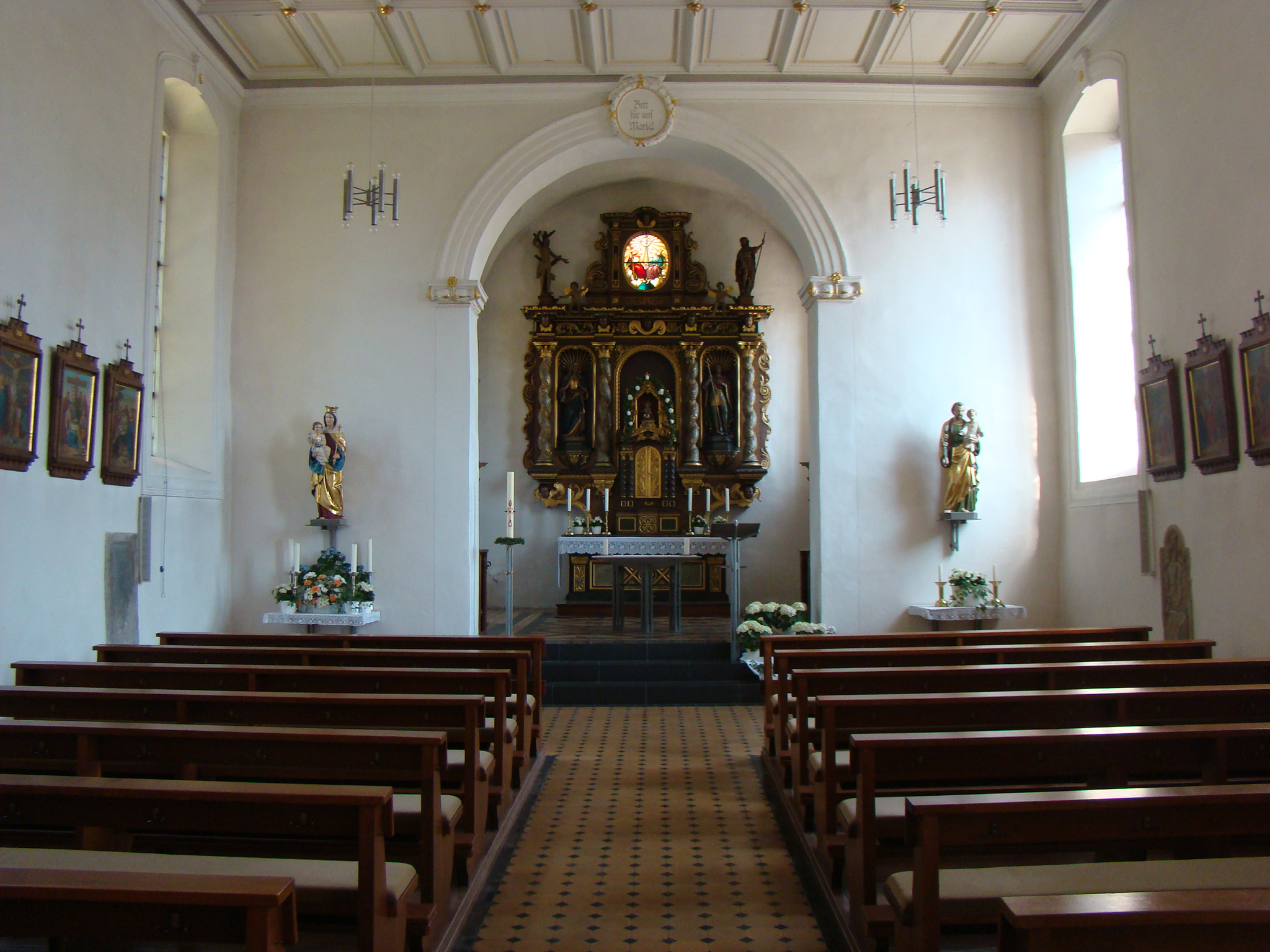
Innenansicht, Blick zum Chor

Die Frauenkirche, eigentlich Kirche Unserer Lieben Frau auf dem Steinach, ist eine römisch-katholische Kirche in Neckarsulm im Landkreis Heilbronn im nördlichen Baden-Württemberg.

## Geschichte
Die Kirche ist nördlich der Altstadt zu finden. Die ältesten, frühgotischen Bauteile weisen auf das 12. bis 14. Jahrhundert hin. Als Bauherren gelten gemäß urkundlichen Belegen die auf dem Scheuerberg sitzenden Ritter von Sickingen. Die Wappen von Johann von Sickingen und Johanetta von Hohenstein sind an der südlichen Außenmauer der Kirche erhalten. Die Kirche war ursprünglich eine Frühmesskapelle der Stadtpfarrkirche St. Dionysius. 1668 erfolgte die Erweiterung der Kapelle zur Kirche, indem ein Chor mit einem kleinen Turm angebaut wurde. Im 18. Jahrhundert war die Kirche Ziel der Wallfahrer von Rhein und Mosel. Der Hochaltar mit der hl. Elisabeth (links) und dem hl. Georg (rechts) wurde 1682 geschaffen und 1901 restauriert. Dabei wurde er im oberen Teil mit einem Glasgemälde der Heiligen Dreifaltigkeit ergänzt.

## Ausstattung
Die Frauenkirche ist eine einschiffige Kirche mit einer an der westlichen Giebelseite eingezogenen Empore und nach Osten angebautem Chor. Das Langhaus ist von einer flachen Kassettendecke überspannt. An den Wänden des Chorraumes stehen links die Figur der hl. Klara von Assisi und rechts die des hl. Dominikus. Die Herkunft dieser Figuren ist unklar. Sie könnten aus dem Heilbronner Klarakloster und dem Wimpfener Dominikanerkloster stammen. Bei der Orgel, die 1895 in der Werkstatt Carl Schäfer in Heilbronn hergestellt wurde, handelt es sich um eines der wenigen erhaltenen Exemplare aus dieser Werkstatt. Die Empore wurde 1986 erneuert und zeigt an ihrer Brüstung eine Skulptur der Heiligen Familie. Des Weiteren befindet sich über dem Seitenportal in einem Giebelbogen die Figur einer Pietà.
Im Gärtchen südlich der Kirche sind die Sandsteinplastiken des hl. Johannes Nepomuk, welche vom Neckarsulmer Bildhauer Joseph Kilian Holbusch (1712–1779) stammt, und die des hl. Wendelin aufgestellt. Nördlich der Kirche erstreckt sich der alte Neckarsulmer Friedhof, der zahlreiche historische Grabmale aufweist.